# Austria na Mistrzostwach Świata w Lekkoatletyce 2015
Austria na Mistrzostwach Świata w Lekkoatletyce 2015 – reprezentacja Austrii podczas Mistrzostw Świata w Pekinie liczyła 5 zawodników, którzy nie zdobyli medalu.

## Występy reprezentantów Austrii

### Mężczyźni

#### Konkurencje biegowe
| Konkurencja | Zawodnik                 | Runda 1  | Runda 1 | Półfinał | Półfinał | Finał    | Finał   |
| Konkurencja | Zawodnik                 | Rezultat | Pozycja | Rezultat | Pozycja  | Rezultat | Pozycja |
| ----------- | ------------------------ | -------- | ------- | -------- | -------- | -------- | ------- |
| Maraton     | Edwin Kipchirchir Kemboi | —        | —       | —        | —        | 2:28:06  | 32.     |

#### Konkurencje techniczne
| Konkurencja  | Zawodnik            | Eliminacje | Eliminacje | Finał    | Finał   |
| Konkurencja  | Zawodnik            | Rezultat   | Pozycja    | Rezultat | Pozycja |
| ------------ | ------------------- | ---------- | ---------- | -------- | ------- |
| Rzut dyskiem | Gerhard Mayer       | 57,73      | 30.        | NQ       | NQ      |
| Rzut dyskiem | Lukas Weißhaidinger | 61,26      | 20.        | NQ       | NQ      |

### Kobiety

#### Konkurencje biegowe
| Konkurencja                | Zawodniczka    | Runda 1  | Runda 1 | Półfinał | Półfinał | Finał    | Finał   |
| Konkurencja                | Zawodniczka    | Rezultat | Pozycja | Rezultat | Pozycja  | Rezultat | Pozycja |
| -------------------------- | -------------- | -------- | ------- | -------- | -------- | -------- | ------- |
| Bieg na 5000 m             | Jennifer Wenth | 15:43,57 | 15. q   | —        | —        | 15:35,46 | 15.     |
| Bieg na 100 m przez płotki | Beate Schrott  | 13,04    | 19. q   | DNF      | DNF      | NQ       | NQ      |